# Sport en Abkhazie
Le sport en Abkhazie connaît quelques difficultés de représentation à l'international. L'Abkhazie n'étant pas reconnue comme une nation à part entière, certains sports ne permettent pas aux athlètes abkhazes de concourir sous leurs couleurs. Pour pallier ce problème, de nombreux athlètes choisissent de porter les couleurs de la Russie.

## Disciplines

### Football
Le football était le sport le plus populaire en Abkhazie pendant la période soviétique. Le principal club de la république, le FC Dinamo Soukhoumi, a surtout joué dans les ligues inférieures du football soviétique. Cependant, l'Abkhazie a produit plusieurs talents qui ont joué dans les meilleures équipes soviétiques et géorgienne. Originaires de l'Abkhazie, Vitaly Daraselia, Nikita (Mkrtych) Simonian, Avtandil Gogoberidze, Niyazbey Dzyapshipa, Georgi Gavasheli, Temuri Ketsbaia et Akhrik Tsveiba étaient parmi les footballeurs les plus éminents de l'Union soviétique.
Le Dinamo Soukhoumi a obtenu son meilleur résultat en 1991 en finissant à la 10e place dans la première ligue (deuxième niveau du football soviétique). Le club présentait la seule équipe géorgienne à participer dans le système de football soviétique en 1990-1991, les autres équipes géorgiennes ayant choisi pour des raisons politiques de le quitter. Plusieurs joueurs de l'équipe de 1990 à 1991 du Dinamo Soukhoumi, tels que Sergueï Ovtchinnikov ou les frères Beslan et Rouslan Adjindjal  ont joué par la suite pour des clubs russes.
Après que l'Abkhazie a rompu avec la Géorgie, elle a organisé à partir de 1994 sa propre ligue de football amateur, qui ne fait pas partie d'une fédération internationale de football. La ligue se compose de 9 équipes : Nart (Soukhoumi), Gagra, Kiaraz (Pitsunda), Samurzakan (Gali), Afon (New Athos), Ertsakhu (Ochamchire), Kudry (Gulripsh) et Abazg-AGU (Soukhoumi). Le club de football de Gagra a remporté ce championnat en 2006.
Le FC Dinamo Soukhoumi, basé à Tbilissi, composé principalement des personnes déplacées géorgiennes originaires de Soukhoumi, joue dans le Umaglesi Liga, la division supérieure du football géorgien.
En 2016, l'Abkhazie organise la coupe du monde de football des nations non reconnues. L'équipe d'Abkhazie remporte cette compétition.

### Autres sports
Les sports de combats sont aussi très populaire. En 2005 David Arshba est devenu champion d'Europe de boxe.
Le club de basket de Soukhoumi joue dans la division sud de la première ligue (4e niveau de basket en Russie).